# Bruce Özbek
Bruce Özbek (* 28. April 1964 in Istanbul; geboren als Bahattin Özbek) ist ein ehemaliger deutscher Boxer und Kickboxer kurdischer Abstammung.
Özbek kam im Alter von 15 Jahren nach Deutschland. Dort lebte er bei seinem Vater in Hamburg. Als er 16 Jahre alt war, wurde er zu einer 4-monatigen Jugendstrafe verurteilt. Anschließend begann er mit dem Kickboxen. 1988 wurde er Weltmeister im Kickboxen und verteidigte anschließend 19-mal diesen Titel. Da er als Kickboxer allerdings nur wenig Geld verdiente, entschied er sich 1999 dazu, es als Profiboxer zu versuchen. Dort konnte er allerdings nicht an seine Erfolge als Kickboxer anknüpfen. Von seinen 38 Kämpfen, die er im Halbschwergewicht und im Cruisergewicht bestritt, konnte er gerade einmal 10 gewinnen. Im November 2006 bestritt er schließlich seinen letzten Kampf gegen Alexander Petkovic, welchen er durch einen K. o. in der zweiten Runde verlor. Ein Jahr nachdem er seine Karriere beendet hatte, erkrankte er an Demenz.
Des Weiteren hat er sich als Sänger versucht (Lets Go, Özbek) und einen Film über sein Leben gedreht („Journeyman“).